# Länsbostadsnämnd
Länsbostadsnämnd är tidigare en lokal myndighet i varje län, med ansvar för frågor om statligt bostadsstöd för främjande av bostadsbyggande i länet. Den 30 juni 1993 avvecklades länsbostadsnämnderna. Samtidigt gavs SBAB den 1 juli 1993 befogenhet att fatta beslut i olika lånefrågor.
Fram till utgången av juni 1985 finansierades all statlig långivning för bostadsändamål via anslag på statsbudgeten. Lånen beviljades av länsbostadsnämnderna medan Bostadsstyrelsen skötte utbetalning och avisering. Länsbostadsnämnderna skötte också förvaltningen av utestående lån.